# VOX (televizijska postaja)
VOX je njemačka televizija koja prikazuje vijesti, serije i šport, 24 sata dnevno.
Osnovan je 1993. godine.